# Нік Мейсон
Ніколас Берклі «Нік» Мейсон (англ. Nicholas Berkeley «Nick» Mason; нар. 27 січня 1944, Бірмінгем, Велика Британія) — англійський ударник, композитор, музичний продюсер, учасник гурту Pink Floyd

## Біографія
Ще під час навчання на архітектурному відділенні лондонського «Regent Street Polytechnic» Нік 1965 року ввійшов як перкусист до гурту «Pink Floyd», що з часом набув легендарного статусу. Лише через 16 років, останнім з усіх учасників Pink Floyd Мейсон запропонував сольну роботу — альбом Nick Mason's Fictitious Sports, який Нік записував у співпраці з джазовою піаністкою Карлою Блей. Матеріал до цього альбому, що був характернішим для Карли, ніж для Мейсона, допомагали записувати Роберт Вейтт, Кріс Спеддінг та чоловік Блей — Майкл Ментлер.
Проте як з'ясувалося пізніше, важливішим від сольних платівок для Мейсона були перегони «Формула-1» та колекціонування старих автомобілів. Відлунням цієї пристрасті став записаний 1985 року разом з колишнім учасником гурту 10cc Ріком Фенном альбом «Profiles». До цього лонгплея, наприклад, ввійшла нова версія композиції «Sh-boom» з репертуару гурту Crew-Cuts, а також твори, що походили з документальної стрічки режисера Майка Шаклтона «Lit Could Be A Dream», яка розповідала про захоплення Мейсона. У запису твору «Life For A Lie», виданого на синглі, взяв участь Девід Гілмор. Пізніше Мейсон та Фенн продовжили співпрацю і, утворивши фірму «Bamboo Music», допомогли записати Дональду Кейміллу альбом «White Of The Eye», побічно постачаючи музичні композиції для реклами банку «Barclays» та мережі музичних крамниць «HMV». Також Мейсон проявив себе у ролі продюсера, а його підопічними були: гурт Gong, Стів Хілледж та панк-формація The Damned.
1986 року після цілої серії судових процесів з Роджером Вотерсом, Мейсон разом з Девідом Гілмором відродили діяльність Pink Floyd.

## Дискографія
- 1981: Nick Mason's Fictitious Sports
- 1985: Profiles